# Francisco Balagtas
Francisco Balagtas, geboren als Francisco Baltazar (Bigaa, 2 april 1788 - Udyong, 20 februari 1862) was een prominent Filipijns dichter en toneelschrijver. Hij wordt in de Filipijnen wel beschouwd als de lokale William Shakespeare door de grote impact van zijn werk op de Filipijnse literatuur. Het epos Florante at Laura wordt beschouwd als zijn meesterwerk.

## Biografie
Balagtas werd geboren op 2 april 1788 in Panginay in de gemeente Bigaa, tegenwoordig bekend als Balagtas, in de Filipijnse provincie Bulacan. Hij was de jongste van vier kinderen van de lokale smid Juan Baltazar en Juana de la Cruz. Vanaf elfjarige leeftijd werkte Balagtas voor de welgestelde familie Trinidad in Tondo in de Filipijnse hoofdstad Manilla. In ruil voor zijn diensten werd zijn onderwijs voor hem betaald. Balgatas was zo in de gelegenheid om te studeren aan het Colegio de San Jose en later aan het Colegio de San Juan de Letran. In deze periode was hij al actief als dichter. Een van zijn docenten, Mariano Pilapil stimuleerde hem daar verder mee te gaan.
Balagtas woonde na zijn studie nog een tijd lang in Tondo, waar in die tijd veel dichters en andere schrijvers woonachtig waren. In 1935 verhuisde hij naar Pandacan, waar hij onderdak vond ik het huis van Pedro Sulit. Balagtas verdiende de kost met het schrijven van awits, corridors en moro-moros en zijn reputatie als dichter en toneelschrijver groeide gedurende de jaren. In Pandacan werd hij ook verliefd op een meisje genaamd Maria Asuncion Rivera. Hij was echter niet de enige aanbidder van Maria. Een welgestelde concurrent in de liefde zorgde ervoor dat Balagtas in de gevangenis terechtkwam. Nadat hij in de gevangenis vernam van het huwelijk van Maria en haar welgestelde aanbidder schreef hij Florante at Laura. Dit gedicht wordt beschouwd Balagtas' meesterwerk.
Na zijn vrijlating in 1840 vertrok Balagtas naar Balanga in de provincie Bataan. Daar werkte hij als assistent voor de lokale vredesrechter en later als klerk bij de rechtbank voor Victor Figueroa. In deze periode ontmoette hij bij bezoeken aan de plaats Orion Juana Tiambeng, een meisje uit een welgestelde familie. Op 22 juli 1842 trouwde hij met haar. Daarop werd Balagtas benoemd tot hoofd-luitenant van Orion en aangesteld als de lokale rechter. Vanaf 1856 werkte hij als vertaler voor de rechtbank. In hetzelfde jaar werd Balagtas vervolgd voor een oude zaak. Hij had in het verleden een vrouw laten kaalscheren voor een vergrijp dat zij zou hebben gepleegd. Hiervoor werd Balagtas uiteindelijk in de rechtszaak veroordeeld tot vier jaar gevangenisstraf. Het eerste half jaar zat hij in de provinciale gevangenis, het resterende deel zat hij in Bilibid Prison. Ook in gevangenschap bleef hij echter gedichten schrijven.
Door de rechtszaak was zijn familie ondertussen aan lager wal geraakt. Het land van zijn vrouw en haar juwelen waren verkocht voor de advocatenkosten en na zijn vrijlating in 1860 verdiende hij de laatste periode van zijn leven de kost met het kopiëren van Spaanse documenten. Balgatas overleed in 1862 op 73-jarige leeftijd. Samen met zijn vrouw Juana Tiambeng kreeg hij elf kinderen.Vier kinderen bereikten de volwassen leeftijd: Ceferino, Victor, Isabel en Silveria.

## Werken
1. Orosmán at Zafira - een comedie in vier delen
2. Don Nuño at Selinda - een comedie in drie delen
3. Auredato at Astrome - een comedie in drie delen
4. Clara Belmore - een comedie in drie delen
5. Abdol at Misereanan - een comedie, in 1857 in Abucay uitgevoerd
6. Bayaceto at Dorslica - een comedie in drie delen, op 27 september 1857 in Udyong uitgevoerd
7. Alamansor at Rosalinda - een comedie
8. La India elegante y el negrito amante - een kort toneelstuk
9. Nudo gordeano
10. Rodolfo at Rosemonda
11. Mahomet at Constanza
12. Claus (vertaald in het Tagalog vanuit het Latijn)
13. Florante at Laura, Balagtas' meesterwerk

- Biblioteca Nacional de España: XX4908823
- Bibliothèque nationale de France: cb16739371b (data)
- CiNii: DA16311804
- Gemeinsame Normdatei: 121250946
- International Standard Name Identifier: 0000 0000 8152 7699
- Library of Congress Control Number: n50027054
- Nationale Bibliotheek van Tsjechië: ola2002151467
- Nederlandse Thesaurus van Auteursnamen: 175871671
- Virtual International Authority File: 72244755
- WorldCat: E39PBJppCJBKf9Cqk9KGBVMHG3